# Un cuore pensante
Un cuore pensante è una raccolta di elzeviri e racconti autobiografici dell'autrice italiana Susanna Tamaro del 2015.
Raggruppa degli interventi (riveduti, corretti e variamente integrati) apparsi nella rubrica dallo stesso nome tenuta dall'autrice sul quotidiano Avvenire tra l'ottobre e il dicembre del 2014.
Il titolo è stato ispirato da una frase di Etty Hillesum, vittima olandese dell'Olocausto: «Lasciate che io possa essere il cuore pensante di questa baracca».

## Contenuto
I testi contenuti nel libro sono raggruppati in tre sezioni, denominate rispettivamente Tentativi di volo, La parte non misurabile e Un faro nella notte.
Tentativi di volo è la parte più prettamente autobiografica, nella quale l'autrice si sofferma sulla sua storia personale durante l'infanzia e l'adolescenza e su come aveva vissuto quel periodo propria famiglia, con un padre assente e, per contrasto, un rapporto molto forte con la nonna finché fu in vita.
L'autrice racconta della percezione di sé e della propria sessualità, e del fatto di aver adottato uno stile personale, non aderente alla tradizionale estetica femminile, senza che ciò fosse gravato di significati nascosti come identificarsi come non eterosessuale. Per questo critica sia quella l'ipersessualizzazione della società moderna, che mette in secondo piano il valore e l'unicità delle persone, sia la cosiddetta "teoria gender" ritenendola un forzatura che rischia di incasellare delle giovani persone confuse in categorie a cui non appartengono e le spinga a compiere azioni irreversibili sui loro corpi.
Ne La parte non misurabile l'autrice s'interroga sui sentimenti e in particolare sull'amore: quello che tra gli innamorati, quello che lega i rapporti tra i membri della stessa famiglia e quello che le religioni (in particolare quella cristiana) insegnano sussistere tra l'umanità e la divinità. Si dice affascinata dal messaggio di Cristo ma ritiene che spesso il clero cattolico non sia in grado di comunicare adeguatamente il suo messaggio e di far sì che le persone vi si appassionino. Ritorna sull'argomento della fede in Un faro della notte, in cui cita san Francesco d'Assisi come una delle sue fonti d'ispirazione e spiega come la sua concezione della fede come battaglia l'abbia portata a compiere certe scelte di vita come il fatto di studiare arti marziali. Si sofferma sull'inquietudine che sembra percorrere gran parte delle società contemporanee e ne indica una delle cause nella perdita del senso della trascendenza.

## Edizioni
- Susanna Tamaro, Un cuore pensante, Milano, Bompiani, 2015, ISBN 978-88-452-7888-4.
- Susanna Tamaro, Un cuore pensante, collana Le grandi iniziative di Oggi. Susanna Tamaro, n. 10, allegato a Oggi o al Corriere della Sera, Milano, RCS, 2017.
- Susanna Tamaro, Un cuore pensante, collana L'anima e le parole, allegato a Famiglia cristiana, Credere, Maria con te, Milano, San Paolo, 2019.
- Susanna Tamaro, Un cuore pensante. Diario di un'anima inquieta, collana Narratori, Milano, Solferino, 2023, ISBN 978-88-282-1234-8.